# 追分町インターチェンジ
追分町インターチェンジ（おいわけちょうインターチェンジ）は、北海道勇払郡安平町追分美園（旧追分町美園）にある道東自動車道のインターチェンジ。
千歳市との境界付近にあり、夕張郡由仁町への最寄ICになっている。

## 歴史
- 1999年（平成11年）10月7日：千歳恵庭JCT - 夕張IC間の開通に伴い供用開始[1]。
- 2011年（平成23年）10月29日：追分町IC - 夕張IC間に由仁PAがオープン[2]。

## 周辺

### 安平町
- 追分駅（JR北海道・石勝線/室蘭本線）
- 安平町鹿公園
- 安平町役場追分庁舎
- 北海道追分高等学校
- 道の駅あびら D51ステーション
- ぬくもりの湯

### 千歳市
- 苦楽園亀田牧場
- 道央ファーム
- 北海道箱根牧場
- 社台ファーム

## 接続する道路
- 直接接続
  - 国道234号

## 隣
E38 道東自動車道
(1) 千歳東IC - キウスPA - (2) 追分町IC - 由仁PA - (3) 夕張IC